# یوگسلاویسم

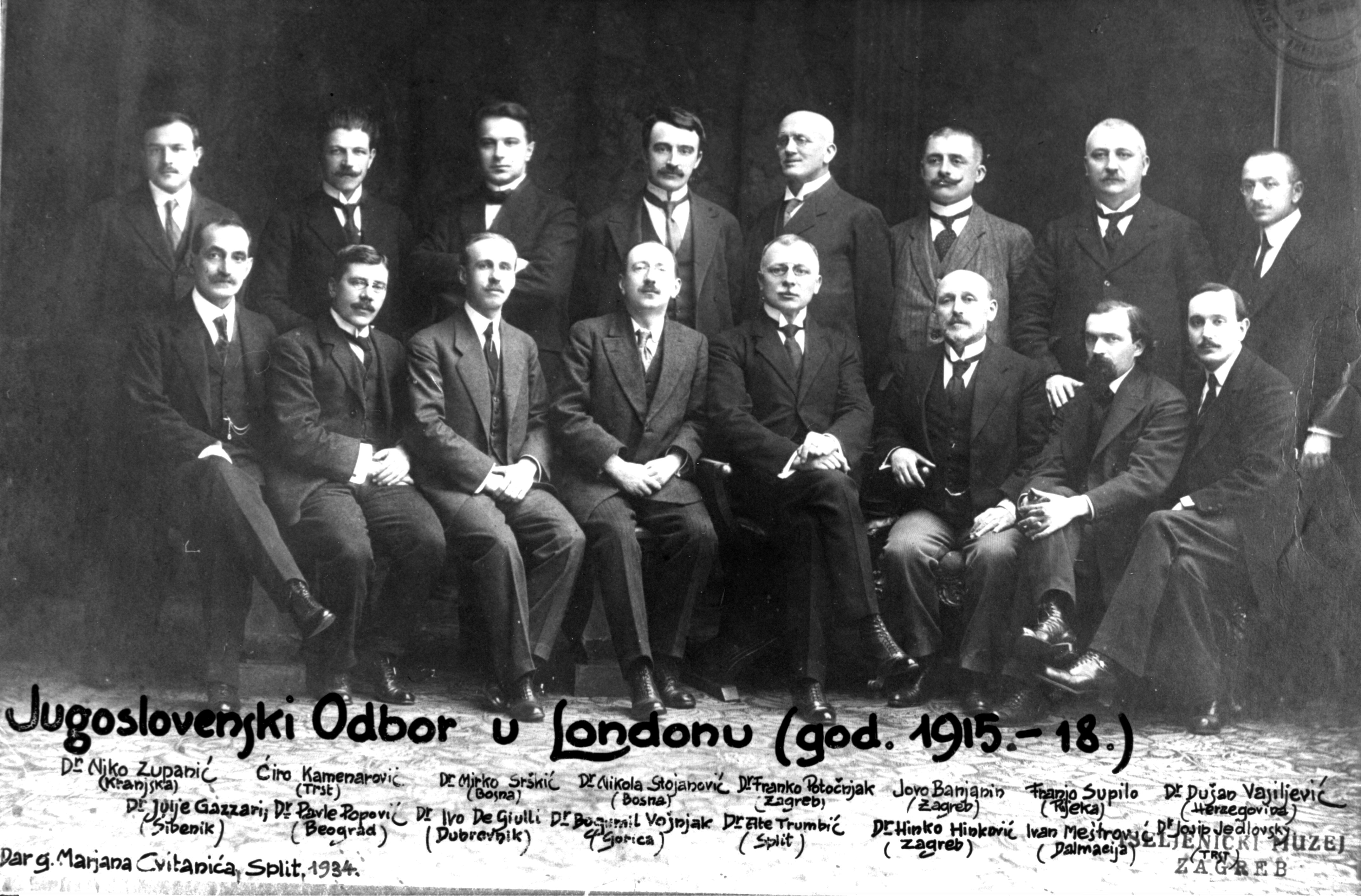
کمیتهٔ یوگسلاو. عکس به سال ۱۹۱۶ در خلال جنگ جهانی یکم

یوگسلاویسم اندیشه‌ای است که هدفش اتحاد سیاسی، ملی‌گرایی، میهن‌دوستی در میان اسلاوهای جنوبی است که با نام یوگسلاو شناخته می‌شوند. یوگسلاویسم در طول تاریخ این موضوع را رواج داده‌ است که اسلاوهای جنوبی باید با هم متحد شده و کشور قدرتمندی ایجاد کنند. یوگسلاویسم اندیشه‌ای است که خواستار همبستگی دوبارهٔ مناطق بوسنی و هرزگوین، کرواسی، مقدونیه شمالی، اسلوونی، صربستان، مونته‌نگرو، و جمهوری مورد مناقشهٔ کوزوو است. البته شمار اندکی از هواداران این اندیشه، همانند مجسمه‌ساز معروف «ایوان مستروویچ» بر این باورند که بخشی از شرق بلغارستان نیز جزء خاک یوگسلاوی است. این اندیشه پس از ترور آرشیدوک فرانتس فردیناند به دست گاوریلو پرنسیپ به سرعت در دوران جنگ جهانی یکم همه‌گیر شد و با حملهٔ اتریش-مجارستان به کشور صربستان شدت بیشتری نیز یافت. زیرا اتریشی‌ها از نظر نژادی ژرمن هستند و پس از این یورش، بقیهٔ اسلاوهای جنوبی وظیفهٔ خود دانستند که به صربستان که هم‌نژادشان است کمک برسانند. از این رو، انجمنی از مردان میهن‌پرست متشکل از ۱۲ صرب، ۳ کروات و ۱ اسلوونیایی شکل گرفت که با نام کمیتهٔ یوگسلاو شناخته می‌شد. انجمن تصمیم گرفتند که از صربستان دربرابر یورش اتریش-مجارستان که از قدرت نظامی بالایی برخوردار بود حفاظت کنند و پس از پیروزی در برابر اتریش-مجارستان، کشوری قدرتمند برپایهٔ نژاد اسلاوی با نام پادشاهی یوگسلاوی ایجاد کنند تا در برابر هجوم دشمن، قدرت نظامی کافی را در اختیار داشته باشند.

۲۰ روز پس از پایان جنگ جهانی یکم، در تاریخ ۱ دسامبر ۱۹۱۸ پادشاه پیتر صربستان موجودیت کشور یوگسلاوی را اعلام کرد که کشوری متشکل از کرواسی، صربستان و اسلوونی بود. در طول دوران بقای کشور یوگسلاوی، هویت اسلاوی و ضرورت کشور اسلاوی به‌صورت پیاپی تبلیغ رسانه‌ای می‌شد.

## پس‌زمینه

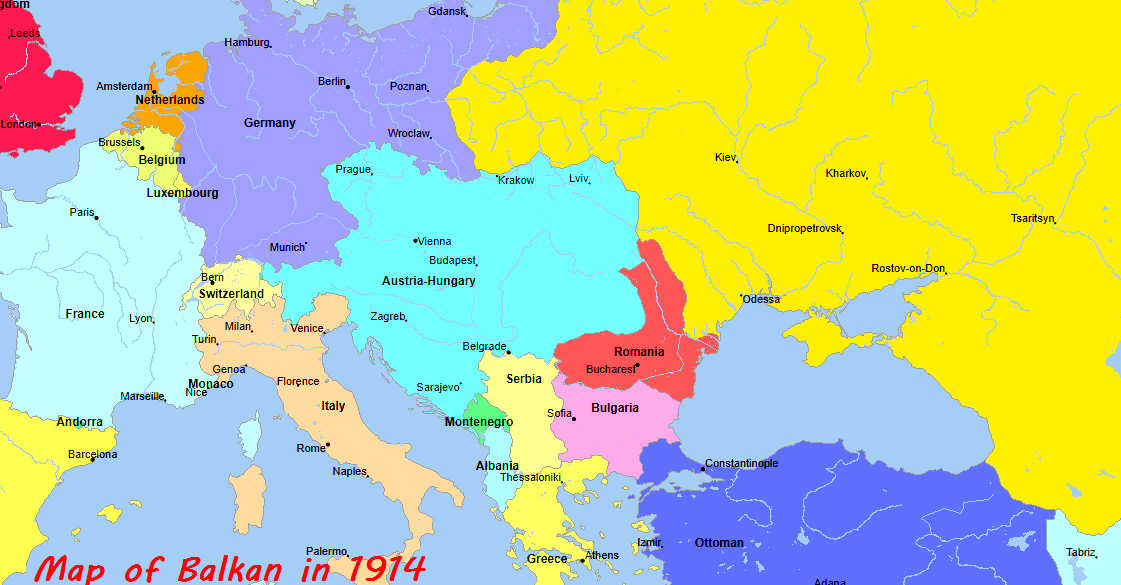
نقشه بالکان در سال ۱۹۱۴ میلادی (پیش از آغاز جنگ جهانی یکم)

در قرن ۱۹ میلادی و پیش از آغاز جنگ جهانی یکم، مواردی همچون ملی‌گرایی در اروپا، ملی‌گرایی در امپراتوری عثمانی، وحدت ایتالیا و وحدت آلمان رویدادهای برجسته‌ای بودند که موجب قدرت گرفتن آن کشورها از نظر سیاسی، نظامی و اقتصادی شده بود. به‌طور مشابه، اسلاوهای جنوبی که از نظر نژادی و زبانی و فرهنگی به یکدیگر شباهت‌های زیادی دارند نیز وجود یک اتحاد را برای بقا دربرابر آلمان و ایتالیا و اتریش-مجارستان و عثمانی ضروری دیدند. این اتحاد نه در راستای مسائل نژادپرستی، بلکه یک جنبش سیاسی محسوب می‌شد و دلیل آن ترس از وحدت ایتالیا و وحدت آلمان بود؛ بنابراین به تقلید از آلمان و ایتالیا، یک هم‌افزایی و همبستگی میان اسلاوها ایجاد شد تا درصورت بروز جنگ، توانایی دفاع از خود را داشته باشند؛ گرچه درهرصورت هرگز امکان نداشت که با وجود پادشاهی هابسبورگ و امپراتوری عثمانی، رؤیای یوگسلاوی محقق شود. زیرا این دو قدرت بزرگ از ایجاد یک قدرت که آنها را به چالش بکشد، بیم داشتند و با سنگ‌اندازی در راه اسلاوها، از تشکیل اتحاد یوگسلاوی جلوگیری می‌کردند. این رؤیای داشتن یوگسلاوی تنها در دورهٔ پس از جنگ جهانی یکم محقق شد. زیرا در پایان این جنگ و با نابودی پادشاهی هابسبورگ و امپراتوری آلمان و امپراتوری عثمانی، بخش‌های اسلاونشین کرواسی و اسلوونی که هردو از نژاد اسلاوی هستند از زیر نفوذ دولت آلمان و اتریش خارج شدند و رونق اقتصادی بدست آوردند. ناسیونالیسم در اسلوونی، صربستان و کرواسی شکل گرفت و همگی به‌طور یکصدا فریاد یوگسلاوی سر دادند و دیدگاه‌های ضد عثمانی، ایتالیا و اتریش را رواج بخشیدند. 

علاوه بر این موضوع، گفتمان یوگسلاوی در میان بلغارها نیز از محبوبیت خاصی برخوردار بود که آلکساندر استامبولیسکی نیز یکی از آن افراد بود. البته صربستان با تصرف کردن ناحیهٔ واردار مقدونیه، بلغارستان را بشدت خشمگین کرد. زیرا بلغارستان به این ناحیه چشم داشت و آن را بخشی از بلغارستان بزرگ فرض کرده بود؛ بنابراین بلغارستان صلاح دید تا جنبش پان اسلاویسم در صربستان را محکوم کند. در این میان قدرت‌های مرکز به بلغارستان وعده دادند که درصورت اتحاد بلغارستان با قدرت‌های مرکز، هنگامی‌که جنگ جهانی یکم به پایان برسد نه‌تنها به خاک بلغارستان چشم نداشته باشند بلکه منطقهٔ واردار مقدونیه را نیز بخشی قانونی از خاک بلغارستان بشناسند. بلغارستان نیز با پذیرش این پیشنهاد به «قدرتهای مرکز» پیوست و با صربستان وارد جنگ شد. ولی اوضاع برای بلغارستان به‌درستی پیش نرفت و با وقوع کودتای ۱۹۳۴ در بلغارستان، یک دولت هوادار اندیشهٔ یوگسلاویسم به قدرت رسید؛ بنابراین دولت جدید اتحاد با قدرت‌های مرکز را برهم زد و خواستار ایجاد یک اتحادیه بزرگ شامل کل نواحی اسلاوی و بلغارستان تحت عنوان یوگسلاوی شد که آن جنبش نیز شکست خورد و هرگز به سرانجام نرسید.

## دلایل ناکامی یوگسلاوی
برخی از طرفداران یوگسلاویسم بر این باورند که اختلاف‌های قومی، برجسته‌شدن تفاوتهای جزئی و درگیری‌های میان اسلاوها بخاطر شرارتهای امپریالیسم جهانی در ناحیهٔ بالکان بوده‌است. از آنجایی که ادیان گوناگون در بین مردم اسلاو تفرقه انداخته بودند، اندیشهٔ یوگسلاویسم تصمیم گرفت تا گفتمان دینی را کنار بگذارد و با تکیه بر سکولاریسم، بحث نژادی و ملی‌گرایی را مطرح کند. از این رو چنین افکاری در بوسنی و هرزگوین که جماعت مسلمان در این ناحیه بودند، از محبوبیت چندانی برخوردار نبود و جنگ دینی شدت گرفت.  سرانجام یوگسلاوی در سال ۲۰۰۶ رسماً فروپاشی کرد و از نقشهٔ جهان زدوده شد.